# N-羟基琥珀酰亚胺
N-羟基琥珀酰亚胺（英語：N-Hydroxysuccinimide，NHS）是一种分子式为C4H5NO3的有机化合物，有较弱的酸性，对皮肤、眼睛和黏膜有刺激性。

## 制备及用途
N-羟基琥珀酰亚胺可由丁二酸酐和羟胺或盐酸羟胺反应得到。
它在有机化学或生物化学中可用作羧酸的活化试剂，活化的酸（羧酸）可以和胺反应形成酰胺，对比普通的羧酸进行反应，只会生成相应的铵盐。